# Joan Soler i Lluch
Joan Soler i Lluch (Barcelona, 23 de març de 1881 - Barcelona, 4 d'abril de 1961) fou un futbolista català de la dècada de 1900.
Fou un dels primers porters del FC Barcelona, amb qui jugà entre 1903 i 1907, i guanyà el Campionat de Catalunya de 1904-05. Era conegut amb el sobrenom del llarg, a causa de la seva alçada. Fou un veritable sportman de l'època, doncs a més de futbolista, fou un destacat jugador de pilota basca i ciclista.
També fou un entusiasta de la caça i la pesca. Fou autor dels llibres La Pesca Deportiva i Didáctica Cinegética tratado de Caza Menor i president de l'Associació de Pescadors Esportius.

## Palmarès
- Campionat de Catalunya de futbol:
  - 1904-05